# Дизелов двигател
Дизеловият двигател е бутален двигател с вътрешно горене, работещ с дизелово гориво. Рудолф Дизел (Rudolf Christian Karl Diesel) е разработил и патентовал този нов вид топлинна машина в края на XIX век.

## История
Този вид двигател с вътрешно горене (ДВГ) е изобретен от Рудолф Дизел в края на 19 век. Идеята за построяване на такъв двигател Дизел развил с теорията си за „рационален термичен двигател“ през 1890 година, който да работи вследствие на силното компресиране на въздух и внасяне в цилиндъра на „идеалното гориво“ – въглищен прах. За това е получил патент през 1893 година. Първоначалната идея на Р. Дизел двигателят да работи с въглищен прах се оказала неудачна, поради високата абразивност на горивото, трудното му внасяне в горивната камера на цилиндъра и бавното му изгаряне. Макар да са съществували идеи за построяването на подобен двигател и от други автори, само Дизел е успял да прозре високата ефективност на топлинния процес при самозапалване при висока компресия на въздуха в цилиндъра. След неуспеха с въглищния прах, през 1897 година, след дълги опити и многобройни неудачи, Дизел създава един експериментален масивен двигател работещ с течни горива. При тегло 5 тона, мощност 20 конски сили и 172 оборота в минута, двигателят е доказал по-висок КПД от съществуващите по това време двигатели. Освен работа с по-тежки течни горива, по-късно се възприема идеята за използване на растително (фъстъчено) масло като гориво.
През 20-те години на ХХ век немският инженер Роберт Бош усъвършенства и вгражда горивна помпа за високо налягане при впръскване на горивото, която се използва и до днес. Това нововъведение променя първоначалната концепция за отделен въздушен компресор и позволява да се повишат значително работните обороти на двигателя, а с това да се разшири приложението му.
През 1936 година първият серийно произвеждан лек автомобил с дизелов двигател е Мерцедес Бенц 260D.
Дизеловите двигатели се налагат поради редица предимства като: КПД, по-висок от този на бензиновите двигатели и свързаната с това по-висока горивна икономичност, както и голям въртящ момент при ниска честота на въртене на коляновия вал. Тъй като са подложени на по-големи механични натоварвания обаче, те са по-тежки и шумни от бензиновите (при еднаква ефективна мощност), но ако не са добре регулирани, отделят доста микро-частици сажди и дим. Поради високата си горивна икономичност и висока износоустойчивост, основни сфери на приложение дизеловите двигатели намират там, където е необходима голяма мощност, където абсолютният разход на гориво е голям и където няма високи изисквания или ограничения към размерите и теглото на двигателя, при което последните са съществен показател за конструкцията на машините, съоръженията или транспортните средства.

## Особености
- Запалването на гориво-въздушната смес става не чрез подаване на електрическа искра в определен момент, както при бензиновия двигател, а чрез сгъстяване на постъпилия в цилиндъра атмосферен въздух и впръскване на гориво в определен момент преди буталото да достигне горна мъртва точка (ГМТ). Като следствие от сгъстяването налягането се увеличава до 30 – 55 атмосфери, температурата на въздуха се повишава от 700К до 900К, което осигурява условия за самовъзпламеняването на горивото. За осигуряване на горивния режим на работа на двигателя, степента на сгъстяване при дизеловите двигатели е по-висока от тази на бензиновите и е в границите на: 15–19 – при директно впръскване, 18–24 – при вихрокамерно смесообразуване и 20–25 – при двигатели с предкамера.

- Сравнително икономично използване на отделената при изгарянето на горивото топлина. Поради обемно-слойното смесообразуване и качественото регулиране (в едно и също количество въздух се впръсква различно количество гориво в зависимост от режима на двигателя) на горивната смес, дизеловият двигател работи със специфичен разход от 200–245 g/kWh при директно впръскване и 230–280 g/kWh за вихрокамерни и предкамерни двигатели. Специфичният разход при бензиновите двигатели се движи в границите 250–325 g/kWh.

- Поради спецификата на смесообразуването на дизеловия двигател е възможно отдадената мощност да е по-висока от подобните топлинни машини. За сравнение парната машина има коефициент на полезно действие (КПД) 12 %, а съвременните бензинови двигатели – 25 до 33 %, при дизеловите двигатели е в границите от 35 до 40 %.

- Поради по-високите налягания и температури в цилиндъра по време и след края на горенето (от 50 до 120 атмосфери и температури 1800 до 2300К), дизеловият двигател има значително по-масивни и здрави части – по-тежки са коляно-мотовилковият механизъм, лагерите, маховикът. Това ограничава максималните обороти и увеличава цената като отношение мощност-себестойност.

## Работен процес
Има разработени дизелови двигатели, които работят с четиритактов и двутактов цикъл на действие.

### Четиритактов дизелов двигател
За два оборота на коляновия вал, буталото извършва четири постъпателни движения, които се наричат тактове. Всяко едно движение на буталото е синхронизирано с газоразпределителния механизъм и горивонагнетателната помпа (при системите с механично управление), с цел да се осъществи работният цикъл при точно определени условия.

I такт пълнене. От горна мъртва точка (ГМТ) буталото започва ход надолу в цилиндъра. Всмукателният клапан е започнал да се отваря преди ГМТ и цилиндърът на двигателя се изпълва с атмосферен въздух. За постигане на по-голяма мощност, в някои двигатели запълването с въздух става принудително с компресор и/или турбокомпресор, т.е. обемът въздух в цилиндъра има по-високо налягане от атмосферното. 

II такт сгъстяване. От долна мъртва точка (ДМТ) започва движение нагоре при затворен всмукателен клапан. Започва сгъстяване на въздуха в цилиндъра. като необходимата за това енергия се „доставя“ от инерцията на маховика на двигателя. При достигане на ГМТ налягането на компресирания въздух нараства до 30–55 атмосфери поради намаляване на първоначалния обем, достигащо до 22 пъти за някои дизелови двигатели. Температурата на въздуха в цилиндъра се повишава от 700 до 900К.
III такт разширение. Това е работният такт на двигателя. Горивонагнетателната помпа чрез дюзата в цилиндъра впръсква дизелово гориво, което се самовъзпламенява. Това се осъществява няколко градуса преди ГМТ (достигащи до 40°КВ в съвременните дизелови двигатели при номинални обороти). Самовъзпламеняването не се осъществява веднага, а има т.нар. период на задържане, през който горивото се изпарява и достига температура, достатъчна за самовъзпламеняване. С изгарянето на горивото се повишава налягането, което въздейства върху буталото и то започва движение към ДМТ.

IV такт изпускане е последният от работния цикъл на двигателя. Движението на буталото е от ДМТ към ГМТ. Изпускателният клапан се отваря и изгорелите газове излизат поради това, че налягането им е по-високо от атмосферното. След изравняване на налягането в цилиндъра с външното, остатъчните изгорели газове биват изтласкани от движението на буталото. Затварянето на изпускателния клапан става след преминаването на буталото през ГМТ за да не се пречи на инерционното изтичане на изгорели газове и да се подобри пълненето на цилиндъра с въздух.

### Двутактов дизелов двигател
Двутактовият дизелов двигател се различава от четиритактовия по това, че четирите такта – напълване с въздух, компресиране, работен ход и изхвърляне на изгорелите газове се извършват за два хода на буталото или един оборот на коляновия вал. Функциите на газоразпределителен механизъм се изпълняват от движещото се бутало, „преливни канали“ и всмукателните и изпускателни отвори в цилиндъра. При двутактовите дизелови двигатели се използва т. нар. клапанно-компресорна система, където в двигателната глава са поставени изпускателни клапани, а буталото при движението си отваря в Долна Мъртва Точка т. нар. всмукателни отвори за атмосферен въздух. За по-добро продухване и принудително пълнене на въздух с по-високо налягане се използва роторен нагнетател (т. нар. нагнетател на Рут) или пълнене чрез центробежен нагнетател, задвижван от газова турбина. Последната се задвижва от кинетичната енергия на изгорелите газове, като с това не се отнема от полезната мощност на двигателя. Това е т. нар. в разговорния език „турбо“. Като двутактови двигатели са реализирани и двигатели с две насрещно работещи бутала в един общ цилиндър по т. нар. опозитна схема (opposite piston engine). С такава конструкция са реализирани самолетния двигател на Junkers модел Jumo 205, танковите двигатели 4ТПА, 5ТД(Ф)(за Т-64) и др., в дизелови локомотиви. Характерно за тази конструкция е, че и двете бутала управляват всмукателни и изпускателни отвори. В автомобилната индустрия подобен двигател с модерната common rail система за впръскване на горивото би осигурявал 2.5х повече мощност за 2х по-малък обем, при еднакви обороти. Проблем е задължителното наличие на турбо, защото въздухът не може да бъде „засмукан“ от буталото, тъй като отворът за достъп на атмосферен въздух се отваря само когато буталото е в Долна Мъртва Точка т.е. в края на хода си.

## Приложение
Двутактовият дизелов двигател се използва предимно за задвижване на тежки машини. Такива са танковите двигатели Т-64, Т-80, Т-84, двигателят Jumo 205 за бомбардировачите Юнкерс, двигателите ТЭ 3 и ТЭ 10 за дизелови локомотиви. При автомобилите двутактов дизелов мотор е използван от фирмата Круп – Германия в тежкотоварния камион Титан и в различните модели на камионите ЯАЗ, произвеждани в Русия. Двутактов дизелов двигател се използва в големите морски съдове при непосредствена връзка с гребния винт. Това, че всеки оборот на двигателя е работен, прави двигателя „гъвкав“ и без редуктор може бързо да се форсира и увеличава оборотите си при необходимост. Такива двигатели се строят с мощност до 100 000 hp.
За задвижването на неголеми генератори за електрически ток или други стационарни задвижвания се използват предимно дизелови двигатели, поради ниския разход на гориво. Четиритактови дизелови двигатели се вграждат в тежкотоварни и лекотоварни камиони и трактори, а в последните 40 години всички големи производители на леки автомобили вграждат в моделите си и гама дизелови двигатели.

## Използвано гориво
Дизеловите двигатели работят с по-тежко гориво от бензиновите – то е съставено от по-тежките фракции, получени при преработката на петрола. Дизеловото гориво се състои главно от парафини – наситени въглеводороди с формула CnH2n+2, при n>20 (до 75%) и циклични въглеводороди. Способността на дизеловото гориво да се възпламенява в двигателя се измерва по скала с мерна единица т.нар. цетаново число. Като еталон за висока възпламенимост се приема веществото цетан (хексадекан C16H34), на което се дава цетаново число 100, а за най-ниска се приема възпламенимостта на нафталина (0). Дизеловите двигатели са пригодени да работят с гориво, чието цетаново число е около 40 – 50.
Освен с нафта, дизеловите двигатели могат да работят и с растителни масла. Също като нафтата те са въглеводороди, но има преимуществото да не съдържат тежки метали, парафини и сяра и са относително по-евтини. При правилно използване при предварително подгряване преди впръскване в цилиндъра, олиото гори по-добре от дизела и е по-екологично гориво. За гориво може да се ползва както ново рапично или слънчогледово олио, така и използвано олио.